# 포항항도초등학교
포항항도초등학교(浦項港道初等學校)는 대한민국 경상북도 포항시 북구 학산동에 있는 공립 초등학교로, 아직 조선 시대 말기 때였던 1896년 9월 2일에 경북포항항도소학교로 처음 개교되었다.

## 학교 연혁
- 1896.09.02 포항항도소학교로 설립인가
- 1901.03.01 제1회 입학식(650명 입학)
- 1933.06.03 포항항도보통학교로 인가(5학급)
- 1942.09.27. 포항항도심상소학교로 인가
- 1962.09.28. 포항항도국민학교로 개교
- 1985.09.02. 병설유치원 개원
- 1996.03.01. 포항항도초등학교로 개칭
- 2003.10.22. 학교신축공사 준공
- 2005.02.19 제51회 졸업식(950명 졸업)
- 2006.04.25. 다목적강당신축공사
- 2010.01.30. 도서관 개관(화장실 리모델링 공사)
- 2015.02.16. 제52회 졸업식(137명 졸업)
- 2015.03.01. 제21대 김우환 교장 취잉
- 2016.03.15. 돌봄교실 개원(돌봄1과,돌봄2과)
- 2017.03.03. 제2회 입학식(850명 입학)
- 2019.03.04. 제3회 입학식(740명 입학)
- 2021.02.23. 제65회 졸업식(졸업생 421명, 총 누계 10,948명)